# Theraps coeruleus
Theraps coeruleus är en fiskart som beskrevs av Stawikowski och Werner, 1987. Theraps coeruleus ingår i släktet Theraps och familjen Cichlidae. Inga underarter finns listade i Catalogue of Life.